# バリ語
バリ語（バリご、バリ語: Basä Bali、英: Balinese language）は、インドネシアのバリ島、ペニダ島、ロンボク島西部、ジャワ島東部で使用されている言語で、2000年現在、330万人の話者を持つ。オーストロネシア語族、マレー・ポリネシア語派、バリ・ササク諸語に属する。バリ・ササク諸語にはバリ語以外にロンボク島を中心としたササク語、スンバワ島西部を中心としたスンバワ語があるが、バリ語と関係が深い。

## 音韻

### 母音
/a, ə, e, i, o, u/ 6つの母音が存在する。
| 舌の位置 | 前   | 後   | 後     |
| -------- | ---- | ---- | ------ |
| 高       | i    | ə    | u      |
| 低       | e    | a    | o      |
|          | 円唇 | 円唇 | 非円唇 |

### 子音
/m, n, ɲ̩, ŋ, p, t, k, b, d, g, c, ɟ, s, h, r, l, w, j/ の18の音素が存在する。子音18音素は語頭にはすべて現れるが、/c, ɟ, ɲ, j, w/ は現れない。
|          | 両唇音 | 歯茎音 | 硬口蓋音 | 軟口蓋音 | 声門音 |
| -------- | ------ | ------ | -------- | -------- | ------ |
| 鼻音     | m      | n      | ɲ        | ŋ        |        |
| 閉鎖音   | p, b   | t, d   |          | k, g     |        |
| 破擦音   |        |        | c, ɟ     |          |        |
| 摩擦音   |        | s      |          |          | h      |
| ふるえ音 |        | r      |          |          |        |
| 側音     |        | l      |          |          |        |
| 半母音   | w      |        | j        |          |        |

## 文法
文の基本構成要素は、主語、述語、付加詞である。

### 基本語順
原則としてSVOであり、修飾語は基本的に名詞の後に置く。主語の省略は可能である。

### 時制
バリ語は時制によって動詞が変化することはなくibi(昨日)やbuin mani(明日)など時間を表す語句を添えることで「過去」や「未来」を表現する。
また以下の語を動詞の前におくことで「完了」「進行中」などの動作・状態を表す。
- ＜完了＞　Tiang suba mandus. (私はもう水浴びした。)
- ＜未然＞  Tiang konden mandus. (私はまだ水浴びしていない。)
- ＜未来・意志＞　Tiang lakar mandus. (私は水浴びするところだ。)
- ＜進行中＞　Tiang sedeng mandus. (私は(今)水浴びしている。)
- ＜継続＞　Tiang enu mandus. (私はまだ水浴びしている。)

### 接辞
接辞を付けて様々な派生語を作る。
＜例＞ 
- 接尾辞 -ang： ageng (大きい)→ ageng-ang (大きくする)

- 接頭辞 ma- ： jalan (道)→ ma-jalan (歩く)

### その他
バリ語はbasa ketah（低）、 basa madia（中）、 basa singgih（高） の三種類に分けられ、話す相手との身分差によってそれぞれ使い分ける。

## 敬語
バリ語の大きな特徴は、敬語表現の存在である。これは、ジャワ語などの他のスンディク諸語にも見られる特徴であるが、同じスンディク諸語のひとつでもある、インドネシアの公用語のインドネシア語（マレー語）にはない特徴である。
バリ語の敬語表現は、現代日本語のそれとはかなり異なる。現代日本語には、尊敬語と謙譲語の2種があるが、さらにバリ語には、それぞれにいくつかのランクがある。また、敬語表現は主として動詞であって、名詞などは少ない。
日本語の場合、異なる単語を使わなければならない表現は、いらっしゃる⇔行く⇔参るなどであるが、それほど多くない。ところが、バリ語の場合には、バリ・ヒンドゥーによるカースト制度をもとに、話者と聞き手のそれぞれの身分に従って、異なる敬語表現が存在する。動詞に限らず名詞にも、全く異なる単語が多くあり、それらを使い分けなければならない。しかも、それを間違えると大変な失礼になるとされる。このため、バリ人であっても、普段接しない身分の相手とはバリ語で話すのを避けて、あえてインドネシア語を用いる。
また、以上のような敬語表現の煩雑さから若年層の間ではバリ語離れが進んでおり、その対策が州政府などによって政策的に行なわれてもいる。

## 文字
バリ語の表記には、ブラーフミー系カウィ文字に起源を持つ独特のバリ文字を用いる。宗教関係や、インドネシア語に並記した住居表記や道路表記などを除けば、現在ではほとんどローマ字で表記されている。　

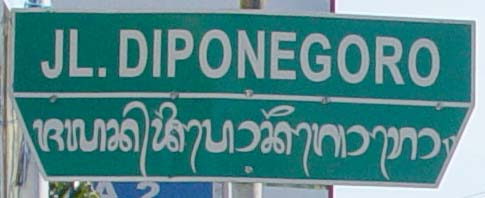
道路名表示に見られるバリ文字（上はインドネシア語）　シガラジャにて

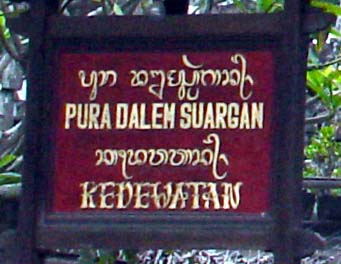
寺院の看板（表札）に見られるバリ文字　ウブド郡クデワタン村にて

## 挨拶
- Matur suksma マトゥール・スクスマ - ありがとうございます
- Rahajeng semeng ラハジャン・スマン - おはようございます
- Rahajeng wengi ラハジャン・ウンギ - こんばんは
- Omswasti asutu オムスワスティアストゥ - ようこそ

## 方角
地名に頻出する。なお、南北を表す kelod と kaja は、「海側」、「山側」の意味なので、南バリと北バリでは南北が逆になる。
- kangin カンギン - 東
- kauh カウ - 西
- kelod クロッ - （南バリでは）南、（北バリでは）北
- kaja カジュ - （南バリでは）北、（北バリでは）南